# Кулич, Владимир
Владимир Кулич (англ. Vladimir Kulich, при рождении Владимир Кулих, чеш. Vladimír Kulich; род. 14 июля 1956) — канадский актёр чешского происхождения.

## Биография
Владимир Кулич родился в Праге в семье, имеющей отношение к актёрской профессии. После развода родителей переехал с матерью в Монреаль, где учился и профессионально занимался хоккеем.
Оставив спорт, с 1990 года Кулич начал проходить актёрские пробы в Голливуде. Он появлялся в эпизодах таких сериалов, как «Семь дней», «Секретные материалы», «Горец», «Секретный агент Макгайвер» и других. Владимир получил первую известность после съёмок в приключенческом фильме «13-й воин», в котором он сыграл северного короля Бульвайфа. В 2002—2003 годах он сыграл роль Зверя в телесериале «Ангел».
В 2007 году Кулич сыграл в фильме «Козырные тузы» с Джереми Пивеном и Райаном Рейнольдсом в главных ролях. В 2011 году он озвучил Ульфрика Буревестника в игре The Elder Scrolls V: Skyrim. В 2014 году он сыграл роль Владимира Пушкина (в русской локализации — Пушкевича) в фильме «Великий уравнитель».

## Фильмография
| Год       |    | Русское название          | Оригинальное название                         | Роль                      |
| --------- | -- | ------------------------- | --------------------------------------------- | ------------------------- |
| 1989      | с  | Умник                     | Wiseguy                                       | Скарпо                    |
| 1989      | с  | Секретный агент Макгайвер | MacGyver                                      | Маммон / Ханс Криз        |
| 1989      | с  | Букер                     | Booker                                        | Владимир Дубчек / Крейвен |
| 1989      | с  | Неоновый всадник          | Neon Ride                                     | н/д                       |
| 1990      | тф | —                         | The Big One: The Great Los Angeles Earthquake | Уильям Де Брёйн           |
| 1992      | с  | Тихая пристань            | Knots Landing                                 | бандит                    |
| 1992      | с  | Комиссар полиции          | The Commish                                   | Отто                      |
| 1992      | с  | Горец                     | Highlander: The Series                        | Полинг                    |
| 1993      | ф  | Книга мёртвых             | Necronomicon                                  | сельский житель           |
| 1994      | с  | Кобра                     | Cobra                                         | Дейв                      |
| 1994      | ф  | Заложники                 | CrackerJack                                   | Стефан                    |
| 1994      | с  | Мантис                    | M.A.N.T.I.S.                                  | Лиакос                    |
| 1994      | ф  | На грани предательства    | Deceptions II: Edge of Deception              | Аллан Стадлер             |
| 1994      | ф  | Красный скорпион 2        | Red Scorpion 2                                | Ханс                      |
| 1995      | с  | Секретные материалы       | The X-Files                                   | Олафсон                   |
| 1995      | ф  | Западня                   | Decoy                                         | Дэниел                    |
| 1995      | ф  | Крах                      | Breach of Trust                               | Флойд Бракко              |
| 1996      | с  | Часы апокалипсиса         | Pandora’s Clock / Doomsday Virus              | Юрий                      |
| 1998      | ф  | Огненный шторм            | Firestorm                                     | Кардж                     |
| 1999      | ф  | Тринадцатый воин          | The 13th Warrior                              | Бульвайф                  |
| 1999      | с  | Семь дней                 | Seven Days                                    | Иван                      |
| 2000      | ф  | В зоне опасности          | Ground Zero                                   | Бейтман                   |
| 2002      | ф  | —                         | Silence                                       | Джозеф                    |
| 2002—2003 | с  | Ангел                     | Angel                                         | Зверь                     |
| 2006      | ф  | Козырные тузы             | Smokin’ Aces                                  | Швед                      |
| 2011      | ф  | Железный рыцарь           | Ironclad                                      | Тибериус                  |
| 2011      | ки | —                         | The Elder Scrolls V: Skyrim                   | Ульфрик Буревестник       |
| 2012      | с  | Чак                       | Chuck                                         | Ренни Дойч                |
| 2013      | ки | —                         | Tomb Raider                                   | Николай                   |
| 2014      | с  | Викинги                   | Vikings                                       | Эрик                      |
| 2014      | ф  | Великий уравнитель        | The Equalizer                                 | Владимир Пушкевич         |
| 2015      | ф  | Живое зло                 | Live Evil                                     | шериф Пит                 |
| 2017      | с  | Тренировочный день        | Training Day                                  | Алексей Козлов            |
| 2017      | ф  | Дикий пёс                 | Savage Dog                                    | Стайнер                   |
| 2018      | ф  | Коллекторы                | The Debt Collector                            | Томми                     |
| 2020      | ф  | Тропа легионеров          | Legionnaire’s Trail                           | Маркус                    |
| 2020      | ф  | Коллекторы 2              | The Debt Collector 2                          | Томми                     |
| 2020      | ф  | —                         | Invincible                                    | полковник Джон Тейлор     |
| 2020      | с  | Спецназ города ангелов    | S.W.A.T.                                      | Радек                     |